# Miles Stewart
Miles Stewart (Sydney, 4 maggio 1971) è un triatleta australiano.

## Carriera
Ha vinto nel 1991, giovanissimo, i campionati del mondo di triathlon di Gold Coast.

## Titoli
- Campione del mondo di triathlon (Élite) - 1991
- Coppa del mondo di triathlon - 1996